# Bahamas en los Juegos Olímpicos
Bahamas en los Juegos Olímpicos está representada por el Comité Olímpico de Bahamas, miembro del Comité Olímpico Internacional desde el año 1952.
Ha participado en 18 ediciones de los Juegos Olímpicos de Verano, su primera presencia tuvo lugar en Helsinki 1952. El país ha obtenido un total de 16 medallas en las ediciones de verano: 8 de oro, 2 de plata y 6 de bronce.
En los Juegos Olímpicos de Invierno Bahamas no ha participado en ninguna edición.

## Medalleros

### Por edición
Juegos Olímpicos de Verano
| Evento              | Oro | Plata | Bronce | Total |
| ------------------- | --- | ----- | ------ | ----- |
| Helsinki 1952       | 0   | 0     | 0      | 0     |
| Melbourne 1956      | 0   | 0     | 1      | 1     |
| Roma 1960           | 0   | 0     | 0      | 0     |
| Tokio 1964          | 1   | 0     | 0      | 1     |
| México 1968         | 0   | 0     | 0      | 0     |
| Múnich 1972         | 0   | 0     | 0      | 0     |
| Montreal 1976       | 0   | 0     | 0      | 0     |
| Moscú 1980          | –   | –     | –      | –     |
| Los Ángeles 1984    | 0   | 0     | 0      | 0     |
| Seúl 1988           | 0   | 0     | 0      | 0     |
| Barcelona 1992      | 0   | 0     | 1      | 1     |
| Atlanta 1996        | 0   | 1     | 0      | 1     |
| Sídney 2000         | 2   | 0     | 1      | 3     |
| Atenas 2004         | 1   | 0     | 1      | 2     |
| Pekín 2008          | 0   | 1     | 1      | 2     |
| Londres 2012        | 1   | 0     | 0      | 1     |
| Río de Janeiro 2016 | 1   | 0     | 1      | 2     |
| Tokio 2020          | 2   | 0     | 0      | 2     |
| París 2024          | 0   | 0     | 0      | 0     |
| TOTAL               | 8   | 2     | 6      | 16    |

### Por deporte
Deportes de verano
| Evento    | Oro | Plata | Bronce | Total |
| --------- | --- | ----- | ------ | ----- |
| Atletismo | 7   | 2     | 5      | 14    |
| Vela      | 1   | 0     | 1      | 2     |
| TOTAL     | 8   | 2     | 6      | 16    |